# 棠坡朱氏
棠坡朱氏源自中國明朝開國君主朱元璋的第18子朱楩。他被封為「岷王」，原居於雲南，後來被流放至雲南與湖南邊境的武岡。到了第8世的岷僖靖世子朱幹跬，他的一個兒子朱小魯在明朝末年農民起義攻陷武岡時，從武岡遷居至長沙的棠坡。當時全家只剩下數人。之後家庭一直在棠坡繁衍。

## 著名人物
- 始祖：朱小魯（岷藩王第8代岷僖靖世子朱幹跬兒子、明太祖朱元璋第10世孫）
- 第2代：朱其美
- 第3代：朱雍松
- 第4代：朱崇相
- 第5代：朱理泰
- 第6代：朱原善（朱玉堂）[1]
- 第7代：朱諮典（朱昌琳）、朱諮桂（朱昌藩）
- 第8代：朱访彝（朱昌琳次子）、朱访纶（朱昌琳三子）、朱访德（朱恩绂，朱昌琳四子）[1]；朱訪緒（朱昌藩三子，光绪举人，河南补用道）[2]
- 第9代：
  - 朱訪緒三子朱宽浚（江陵县县令）
    - 第10代：朱镕垂（朱天池）

  - 朱訪緒五子朱寬濤（朱学方）
    - 第10代：朱鎔墨（朱经冶）
      - 第11代：朱匡宇[3]

  - 朱訪緒六子朱宽澍
    - 第10代：朱鎔基（中國總理）
      - 第11代：朱雲來

## 家族昭穆
字輩：徽音膺彥譽，定幹企禋雍。崇理原諮訪，寬鎔喜賁從。續編：祈京猶愈叔，珮守則微墉。亮秦貞年宅，亨含契化穠。

## 外部連結
- 乐地寻根网：長沙棠坡朱氏與朱鎔基總理家世